# Sources de l'histoire du costume
Les sources pour étudier l'histoire du costume sont de diverses sortes selon les époques, les lieux, et les informations recherchées. Selon leur nature elles présentent des avantages mais aussi des inconvénients, et leur confrontation permet de compléter les lacunes de chacune.

## Éléments du costume conservés
Les éléments de costume conservés sont tributaires de leurs conditions d'utilisation et de conservation depuis l'époque de leur création. Ainsi, ils ont été utilisés jusqu'à leur destruction dans les couches populaires, ou encore, pour les costumes de la royauté française, ils ont été détruits lors de la Révolution française. 

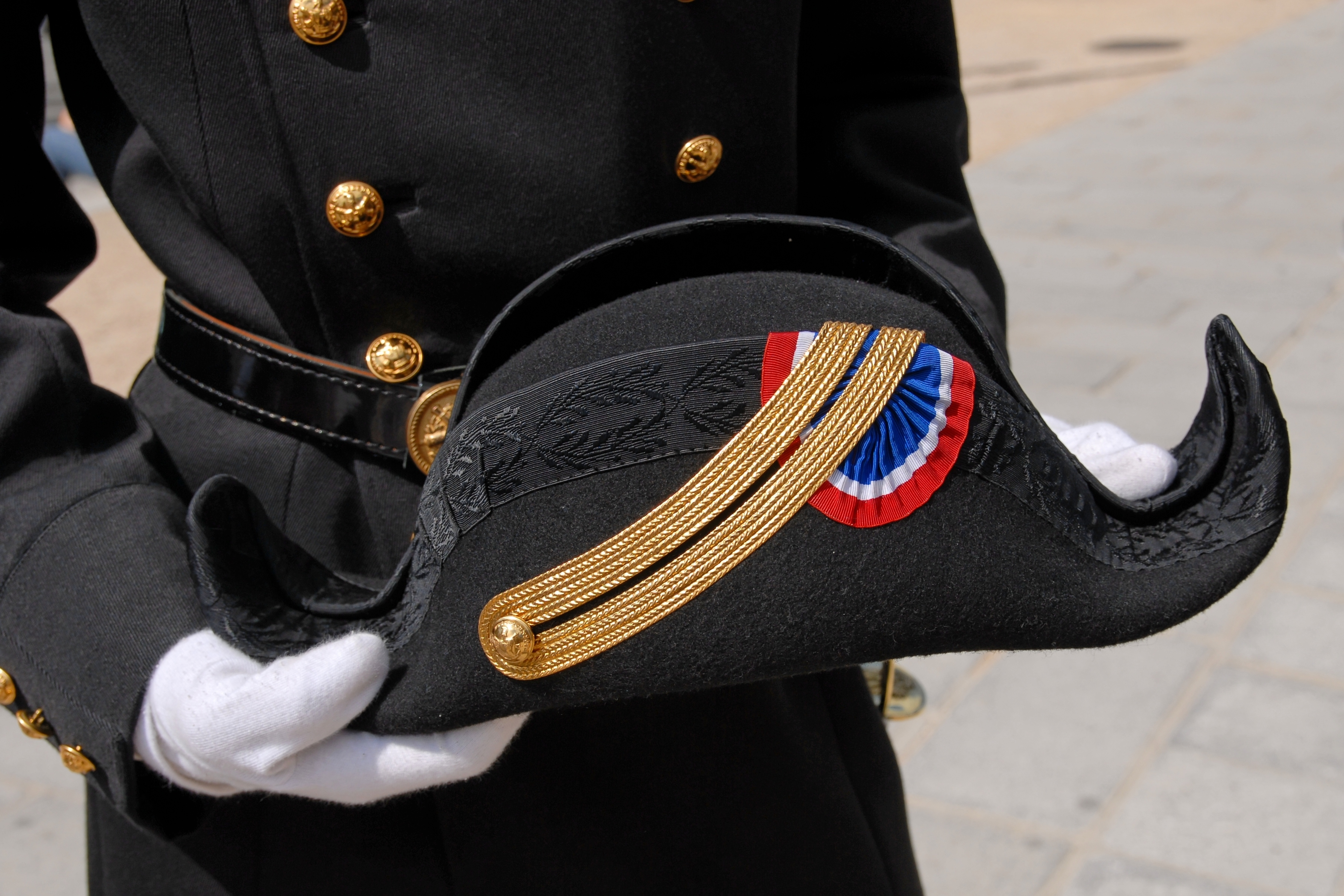
Bicorne porté par les élèves Polytechniciens français

 À l'inverse, les caftans des sultans ottomans sont versés au trésor à la mort de leurs propriétaires depuis le XVIe siècle et ont ainsi pu être conservés. 
Plus ces éléments sont récents, plus on en possède d'exemplaires : en Europe, les costumes conservés le sont majoritairement à partir du XVIIIe siècle ; au XXe siècle, les maisons de créateurs mettent en place une conservation de leurs collections, comme la maison Yves Saint Laurent, au sein de la fondation Pierre Bergé - Yves Saint Laurent.
Pour les périodes antérieures, l'archéologie permet de retrouver des éléments au cours de fouilles de tombes, de fosses ou encore de maisons. Leur étude rend compte des méthodes de fabrication, des matériaux utilisés, des tailles et des modes.

## Éléments iconographiques
Ils permettent de mettre en situation les objets conservés ou de pallier leur absence en cas de non-conservation. Ils montrent l'objet utilisé, en mouvement. Ces éléments iconographiques sont de loin les plus nombreux et concernent toutes les époques et les cultures. Ils peuvent être sources d'information directe ou indirecte : les manuscrits enluminés sont des sources indirectes dans le sens où l'illustration n'a pas pour objet principal de représenter le costume, contrairement aux gravures de mode qui naissent au XVIe siècle dans un souci de curiosité et se développent surtout au XVIIIe siècle en tant que telles, et à la photographie de mode.
Ces éléments iconographiques peuvent être en deux dimensions (peinture, gravure, dessin, photographie) ou en trois dimensions (sculpture), voire en mouvement (le cinéma).
Leur étude permet d'appréhender les gestes autour du costume, les manières de le porter, les différentes modes selon les époques, les lieux, les cultures et les catégories sociales puisque le porteur est généralement représenté et que les conditions de création de l'iconographie sont plus ou moins connues.

## Archives
Les archives, qu'elles soient publiques ou privées, manuscrites ou imprimées, sont des sources qui fournissent des informations directes sur l'histoire du costume (modes de fabrication, artisans, éléments des garde-robes) et indirectes (usages, modes en vigueur). Elles peuvent être conservées dans les centres d'archives, les bibliothèques ou les musées.
Quelques exemples de sources d'archives et des informations que l'on peut y trouver : 
- Parmi les archives privées on peut trouver des comptes de fourniture de garde-robes, les photographies des individus habillés, des correspondances décrivant les tenues, selon la volonté de conservation de la famille.

- Les lois somptuaires, relevant des archives publiques, donnent des informations à caractère institutionnel sur le souci des autorités de contrôler l'usage de tel élément du costume.
- Les procès-verbaux de levées de cadavre, parmi les archives judiciaires, donnent à voir leurs habits au moment de leur mort
- Les procédures judiciaires permettent d'étudier l'importance des vols de vêtements[3].
- les inventaires après décès permettent d'observer la garde-robe des individus au moment de leur décès dans le cadre plus général de leur fortune[4].
- les actes notariés en général permettent de retracer les activités de fabrication et de commerce d'artisans, les carrières individuelles et familiales[5].

Les archives sont soumises aux mêmes aléas de conservation que les objets eux-mêmes, et soumises de plus à l'accès inégal à l'écriture (savoir écrire, pouvoir financer la création de l'acte).

## Témoignages écrits et oraux
Les témoignages écrits et oraux permettent une approche ethnographique de l'histoire du costume. Le costume y est présenté dans son usage social et dans sa perception par les individus, plus rarement comme une réalité isolée qui se voudrait objective.
Les témoignages oraux sont conservés dans les archives des ethnologues, et concernent plutôt les populations depuis le XIXe siècle, qu'elles soient européennes ou extra-européennes. Ils peuvent porter spécifiquement sur le costume, mais aussi sur la vie quotidienne en général.
Chez les mémorialistes on peut trouver des descriptifs de costume, à l'occasion de festivités ou bien lorsque le costume et son usage sont hors norme. Dans le cadre des romans, les descriptifs de costume sont parfois des morceaux de bravoure, comme la casquette de Charles Bovary qui ouvre le roman de Flaubert, Madame Bovary.
Il existe également des ouvrages satiriques concernant directement le costume ou un de ses éléments : La Mode qui court au temps présent. Avec le supplément, paru anonymement en 1604, et le tout aussi anonyme Satyrique de la Cour, paru en 1624, ont pour sujet les innombrables et rapides changements de mode, parfois ridicules aux yeux des auteurs, qui ruinent les ménages français ; la Révolte des passemens, un pamphlet satirique édité anonymement à Paris en 1661 en réponse aux édits somptuaires de 1660, fait parler les différents types de passements, chacun étant décrit, et les mène à la guerre contre l'autorité royale.